# Cefiderocol
Cefiderocol (cu denumirea comercială Fetcroja în Europa) este un antibiotic din clasa cefalosporinelor noi dezvoltate, de tip siderofor, utilizat în tratamentul infecțiilor cauzate de microorganisme aerobe Gram-negativ la adulții cu opțiuni de tratament limitate. Calea de administrare disponibilă este cea intravenoasă (perfuzabil).
Se află pe lista medicamentelor esențiale ale Organizației Mondiale a Sănătății.